# Saice
Saice (en serbe cyrillique : Саице) est un village de Bosnie-Herzégovine. Il est situé sur le territoire de la ville d'Istočno Sarajevo, dans la municipalité de Pale et dans la république serbe de Bosnie. Selon les premiers résultats du recensement bosnien de 2013, il compte 49 habitants.

## Géographie
Le village est situé au bord de la rivière Prača, un affluent gauche de la Drina.

## Démographie

### Évolution historique de la population dans la localité
| 1948 | 1953 | 1961 | 1971 | 1981 | 1991 | 2013 |
| ---- | ---- | ---- | ---- | ---- | ---- | ---- |
| -    | -    | 184  | 137  | 95   | 78   | 49   |

|  |

### Répartition de la population par nationalités (1991)
En 1991, les 78 habitants du village étaient tous serbes.